# Interacció quàrtica
En la teoria quàntica de camps, una interacció quàrtica és un tipus d'autointeracció en un camp escalar. Altres tipus d'interaccions quàrtiques es poden trobar sota el tema d'interaccions de quatre fermions. Un camp escalar lliure clàssic {\displaystyle \varphi } satisfà l'equació de Klein-Gordon. Si es denota un camp escalar {\displaystyle \varphi }, una interacció quàrtica es representa afegint un terme d'energia potencial {\displaystyle ({\lambda }/{4!})\varphi ^{4}} a la densitat lagrangiana. La constant d'acoblament {\displaystyle \lambda } és adimensional en l'espai-temps de 4 dimensions.
Aquest article utilitza el {\displaystyle (+---)} signatura mètrica per a l'espai de Minkowski.

## El Lagrangià per a un camp escalar real
La densitat lagrangiana per a un camp escalar real amb una interacció quàrtica és
{\displaystyle {\mathcal {L}}(\varphi )={\frac {1}{2}}[\partial ^{\mu }\varphi \partial _{\mu }\varphi -m^{2}\varphi ^{2}]-{\frac {\lambda }{4!}}\varphi ^{4}.}
Aquest Lagrangià té un mapa global de simetria Z 2 {\displaystyle \varphi \to -\varphi }.

## El Lagrangià per a un camp escalar complex
El Lagrangià per a un camp escalar complex es pot motivar de la següent manera. Per a dos camps escalars {\displaystyle \varphi _{1}} i {\displaystyle \varphi _{2}} el lagrangià té la forma
{\displaystyle {\mathcal {L}}(\varphi _{1},\varphi _{2})={\frac {1}{2}}[\partial _{\mu }\varphi _{1}\partial ^{\mu }\varphi _{1}-m^{2}\varphi _{1}^{2}]+{\frac {1}{2}}[\partial _{\mu }\varphi _{2}\partial ^{\mu }\varphi _{2}-m^{2}\varphi _{2}^{2}]-{\frac {1}{4}}\lambda (\varphi _{1}^{2}+\varphi _{2}^{2})^{2},}
que es pot escriure de manera més concisa introduint un camp escalar complex {\displaystyle \phi } definit com
{\displaystyle \phi \equiv {\frac {1}{\sqrt {2}}}(\varphi _{1}+i\varphi _{2}),}
{\displaystyle \phi ^{*}\equiv {\frac {1}{\sqrt {2}}}(\varphi _{1}-i\varphi _{2}).}
Expressat en termes d'aquest camp escalar complex, el Lagrangià anterior esdevé
{\displaystyle {\mathcal {L}}(\phi )=\partial ^{\mu }\phi ^{*}\partial _{\mu }\phi -m^{2}\phi ^{*}\phi -\lambda (\phi ^{*}\phi )^{2},}
que és, per tant, equivalent al model SO(2) de camps escalars reals {\displaystyle \varphi _{1},\varphi _{2}}, com es pot veure ampliant el camp complex {\displaystyle \phi } en parts reals i imaginàries.
Amb {\displaystyle N} camps escalars reals, podem tenir a {\displaystyle \varphi ^{4}} model amb una simetria global SO(N) donada pel Lagrangià
{\displaystyle {\mathcal {L}}(\varphi _{1},...,\varphi _{N})={\frac {1}{2}}[\partial ^{\mu }\varphi _{a}\partial _{\mu }\varphi _{a}-m^{2}\varphi _{a}\varphi _{a}]-{\frac {1}{4}}\lambda (\varphi _{a}\varphi _{a})^{2},\quad a=1,...,N.}
L'ampliació del camp complex en parts reals i imaginàries demostra que és equivalent al model SO(2) de camps escalars reals.
En tots els models anteriors, la constant d'acoblament {\displaystyle \lambda } ha de ser positiu, ja que, en cas contrari, el potencial estaria il·limitat per sota i no hi hauria un buit estable. A més, la integral del camí de Feynman que es comenta a continuació estaria mal definida. En 4 dimensions, {\displaystyle \phi ^{4}} les teories tenen un pol de Landau. Això significa que sense un tall a l'escala d'alta energia, la renormalització faria trivial la teoria.
El {\displaystyle \phi ^{4}} El model pertany a la classe Griffiths-Simon, el que significa que es pot representar també com el límit feble d'un model d'Ising en un determinat tipus de gràfic. La banalitat dels dos {\displaystyle \phi ^{4}} model i el model Ising a {\displaystyle d\geq 4} es pot mostrar mitjançant una representació gràfica coneguda com a expansió corrent aleatòria.

## Quantització integral de Feynman
L'expansió del diagrama de Feynman també es pot obtenir a partir de la formulació integral de la trajectòria de Feynman. Els valors d'expectativa de buit ordenats en el temps dels polinomis en φ, coneguts com a funcions de Green de n-partícules, es construeixen integrant sobre tots els camps possibles, normalitzats pel valor de l'expectativa de buit sense camps externs,
{\displaystyle \langle \Omega |{\mathcal {T}}\{{\phi }(x_{1})\cdots {\phi }(x_{n})\}|\Omega \rangle ={\frac {\int {\mathcal {D}}\phi \phi (x_{1})\cdots \phi (x_{n})e^{i\int d^{4}x\left({1 \over 2}\partial ^{\mu }\phi \partial _{\mu }\phi -{m^{2} \over 2}\phi ^{2}-{\lambda  \over 4!}\phi ^{4}\right)}}{\int {\mathcal {D}}\phi e^{i\int d^{4}x\left({1 \over 2}\partial ^{\mu }\phi \partial _{\mu }\phi -{m^{2} \over 2}\phi ^{2}-{\lambda  \over 4!}\phi ^{4}\right)}}}.}
Totes aquestes funcions de Green es poden obtenir expandint l'exponencial en J ( x ) φ ( x ) a la funció generadora
{\displaystyle Z[J]=\int {\mathcal {D}}\phi e^{i\int d^{4}x\left({1 \over 2}\partial ^{\mu }\phi \partial _{\mu }\phi -{m^{2} \over 2}\phi ^{2}-{\lambda  \over 4!}\phi ^{4}+J\phi \right)}=Z[0]\sum _{n=0}^{\infty }{\frac {1}{n!}}\langle \Omega |{\mathcal {T}}\{{\phi }(x_{1})\cdots {\phi }(x_{n})\}|\Omega \rangle .}
Es pot aplicar una rotació de metxa per fer que el temps sigui imaginari. Canviant la signatura a (++++) es dóna llavors una integral de mecànica estadística φ4 sobre un espai euclidià de 4 dimensions,
{\displaystyle Z[J]=\int {\mathcal {D}}\phi e^{-\int d^{4}x\left({1 \over 2}(\nabla \phi )^{2}+{m^{2} \over 2}\phi ^{2}+{\lambda  \over 4!}\phi ^{4}+J\phi \right)}.}
Normalment, això s'aplica a la dispersió de partícules amb moment fix, en aquest cas, és útil una transformada de Fourier, donant
{\displaystyle {\tilde {Z}}[{\tilde {J}}]=\int {\mathcal {D}}{\tilde {\phi }}e^{-\int d^{4}p\left({1 \over 2}(p^{2}+m^{2}){\tilde {\phi }}^{2}-{\tilde {J}}{\tilde {\phi }}+{\lambda  \over 4!}{\int {d^{4}p_{1} \over (2\pi )^{4}}{d^{4}p_{2} \over (2\pi )^{4}}{d^{4}p_{3} \over (2\pi )^{4}}\delta (p-p_{1}-p_{2}-p_{3}){\tilde {\phi }}(p){\tilde {\phi }}(p_{1}){\tilde {\phi }}(p_{2}){\tilde {\phi }}(p_{3})}\right)}.}
on {\displaystyle \delta (x)} és la funció delta de Dirac.
El truc estàndard per avaluar aquesta integral funcional és escriure-la com a producte de factors exponencials, esquemàticament,
{\displaystyle {\tilde {Z}}[{\tilde {J}}]=\int {\mathcal {D}}{\tilde {\phi }}\prod _{p}\left[e^{-(p^{2}+m^{2}){\tilde {\phi }}^{2}/2}e^{-\lambda /4!\int {d^{4}p_{1} \over (2\pi )^{4}}{d^{4}p_{2} \over (2\pi )^{4}}{d^{4}p_{3} \over (2\pi )^{4}}\delta (p-p_{1}-p_{2}-p_{3}){\tilde {\phi }}(p){\tilde {\phi }}(p_{1}){\tilde {\phi }}(p_{2}){\tilde {\phi }}(p_{3})}e^{{\tilde {J}}{\tilde {\phi }}}\right].}

Els dos segons factors exponencials es poden expandir com a sèries de potències, i la combinatòria d'aquesta expansió es pot representar gràficament. La integral amb λ = 0 es pot tractar com un producte d'una infinitat d'integrals elementals de Gauss, i el resultat es pot expressar com una suma de diagrames de Feynman, calculats utilitzant les següents regles de Feynman:
- Cada camp {\displaystyle {\tilde {\phi }}(p)} en el punt n la funció de Green Euclidià es representa amb una línia externa (mitja aresta) al gràfic, i s'associa amb el moment p.
- Cada vèrtex es representa amb un factor -λ.
- En un ordre donat λk, tots els diagrames amb n línies externes i k vèrtexs es construeixen de manera que el moment que flueix a cada vèrtex sigui zero. Cada línia interna està representada per un factor 1/(q2+m2), on q és la quantitat de moviment que flueix per aquesta línia.
- Qualsevol moment no restringit s'integra sobre tots els valors.
- El resultat es divideix per un factor de simetria, que és el nombre de maneres en què es poden reordenar les línies i els vèrtexs del gràfic sense canviar la seva connectivitat.
- No inclogueu gràfics que continguin "bombolles de buit", subgrafs connectats sense línies externes.

L'última regla té en compte l'efecte de dividir per {\displaystyle {\tilde {Z}}[0]}. Les regles de Feynman de l'espai de Minkowski són similars, excepte que cada vèrtex està representat per {\displaystyle -i\lambda }, mentre que cada línia interna està representada per un factor i /(q 2 - m 2 + i ε), on el terme ε representa la petita rotació de Wick necessària per fer convergir la integral gaussiana de l'espai de Minkowski.